# Cyd Hayman
Cyd Hayman (Chippenham (Wiltshire), 1 de maig de 1944) és una actriu anglesa.
Va aparèixer a les pel·lícules: Percy (1971), Rogue Male (1976), El factor humà (1979), The Godsend (1980) i Mask of Murder (1985). Pel seu paper a The Godsend va guanyar el Premi a la millor actriu al XIII Festival Internacional de Cinema Fantàstic i de Terror de 1980.
Els seus crèdits televisius inclouen Adam Adamant Lives!, The Two Ronnies, Manhunt, Clochemerle, The Persuaders!, The Lotus Eaters, Special Branch, Space: 1999, Tales of the Unexpected i Lame Ducks.

## Filmografia
- Percy (1971)
- Rogue Male (1976)
- El factor humà (1979)
- The Godsend (1980)
- Mask of Murder (1985)